# George Brydges Rodney

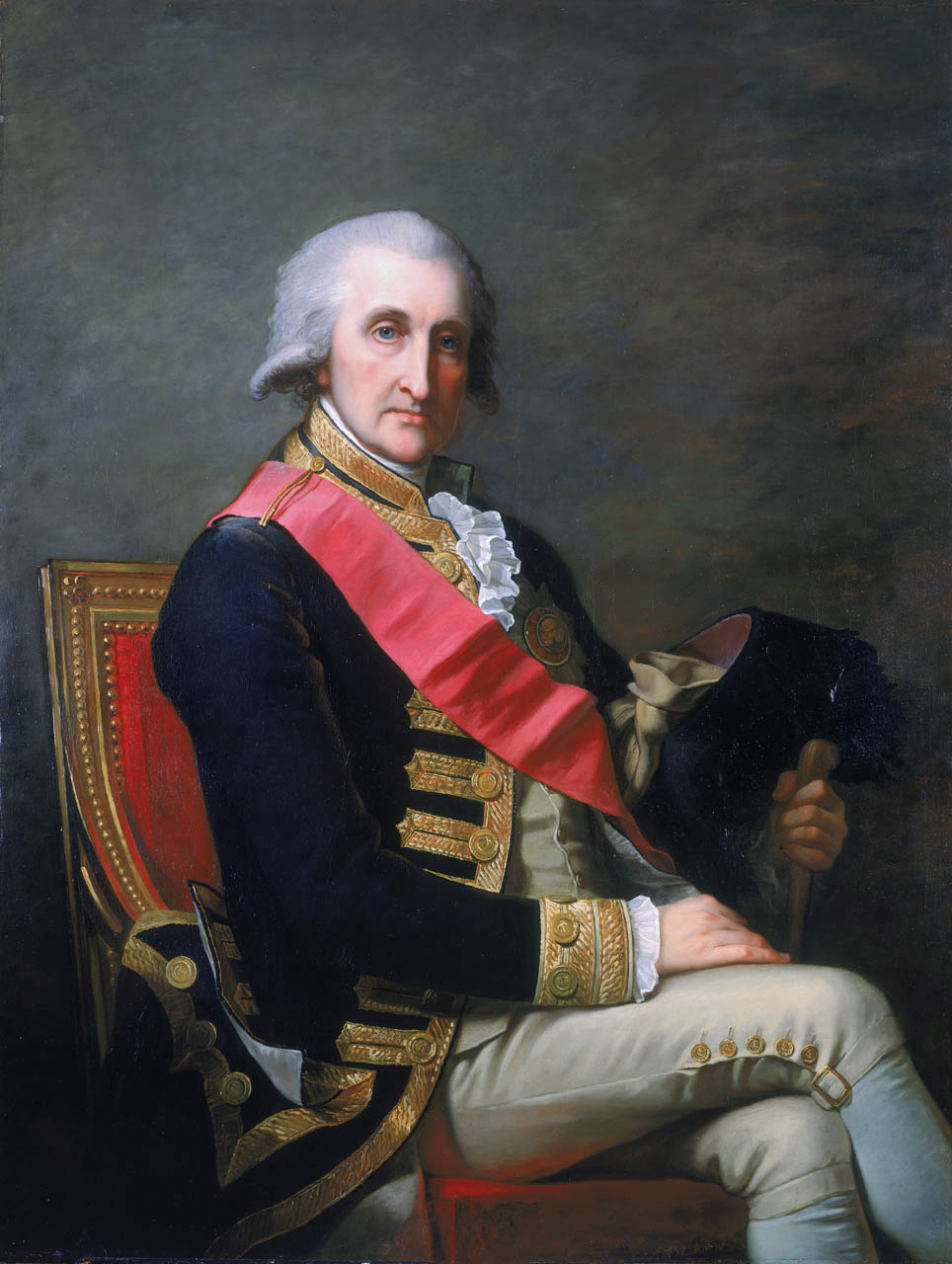

George Brydges Rodney (13 februari 1718 – 24 mei 1792) was een Brits admiraal. Hij werd in 1782 geridderd tot Baron Rodney.

## Biografie
George Rodney was van bescheiden afkomst en geld zou voor hem altijd een grote rol spelen. Op zijn veertiende trad hij in de Royal Navy en beklom snel de hiërarchische ladder. In de jaren 1740 had hij al genoeg geld bijeengeraapt om een zetel in het Lagerhuis te verwerven. Tussen 1771 en 1774 was hij commandant van de Britse vloot in Jamaica. In 1774 werd hij overplaatst naar Parijs, waar hij uit verveling in het gokmilieu verzeilde en uiteindelijk in de gevangenis.
In 1778 stapte Frankrijk officieel in de Amerikaanse Onafhankelijkheidsoorlog. George Rodney was intussen weer vrij en had zijn post als commandant terug. Hij toonde zijn kunde tijdens de Great Siege of Gibraltar. Een smet op zijn blazoen was de verovering van het eiland Sint Eustatius in februari 1781, tijdens de Vierde Engels-Nederlandse Oorlog, waarbij hij het eiland plunderde voornamelijk voor eigen gewin. Zijn grootste triomf was de Slag bij Les Saintes in april 1782, waar hij de succesvolle Franse admiraal de Grasse versloeg.
Ondanks deze overwinning werd hij weggepromoveerd tot protegé van de toekomstige koning William IV. Hij werd geridderd tot baron en kreeg een zetel in het Hogerhuis.